# Maileppet
Maileppet is een bestuurslaag in het regentschap Kepulauan Mentawai van de provincie West-Sumatra, Indonesië. Maileppet telt 1389 inwoners (volkstelling 2010).